# Adriaan Pelt

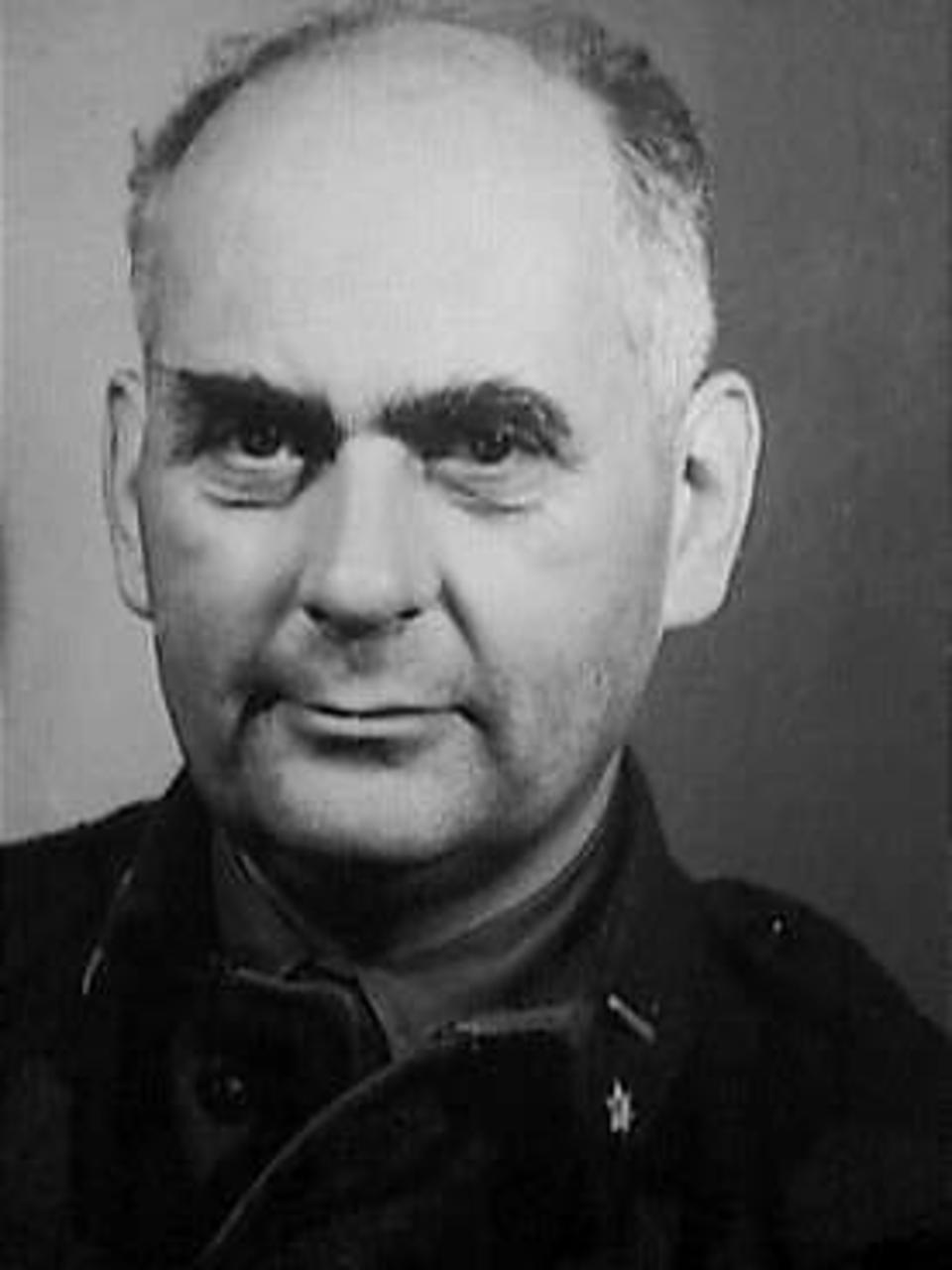
Adriaan Pelt (um 1940)

Adriaan Pelt (* 8. Mai 1892 in Koog aan de Zaan; † 11. April 1981 in Hermance bei Genf, Schweiz) war ein niederländischer Journalist, internationaler Beamter und Diplomat, der vor allem für den Entwurf der libyschen Nachkriegsverfassung bekannt ist.

## Leben
Als Reporter für die Zeitung De Telegraaf lebte er während des Ersten Weltkriegs in London und Paris. Dort studierte er Diplomatie an der École libre des sciences politiques. Er heiratete eine Französin.
Von 1920 bis 1940 arbeitete er als Berater des Völkerbundes und ab 1934 als Leiter der Informationsabteilung. In der Zwischenkriegszeit besuchte er viele Krisenherde der Welt, wie die Mandschurei und Indien.
Während des Zweiten Weltkriegs war er Leiter des Government Press Office, des späteren Netherlands Government Information Service (RVD, jetzt Rijksvoorlichtingsdienst), in London. Dort gründete er die Anep Aneta-on, das freie Gegenstück zum Algemeen Nederlands Persbureau (ANP) in den besetzten Gebieten. Er gründete Radio Orange Brandaris, das niederländische Programme in den besetzten Gebieten über englische Kanäle ausstrahlte. Außerdem half er bei der Überwachung der niederländischen Radionachrichten.
1945 reiste er mit der niederländischen Delegation nach San Francisco, um an der Ausarbeitung der Charta der Vereinten Nationen mitzuwirken. Nach seiner Wahl zum Untergeneralsekretär Anfang 1946 war er unter Trygve Lie für Konferenzen und allgemeine Dienste der Vereinten Nationen zuständig, später auch für europäische Fragen.
Am 10. Dezember 1949 wurde er von der UNO zum Hochkommissar für Libyen ernannt. Er war das letzte koloniale Oberhaupt von Libyen. Er führte die englischen Regionen Tripolitanien und Kyrenaika mit der französischen Region Fessan zu einem libyschen Staat zusammen, bevor dieser am 1. Januar 1952 unabhängig wurde. Es gelang ihm, die Stämme und Völker aus den drei Regionen zusammenzubringen, sie halfen bei der Verwaltung und der Ausarbeitung einer Verfassung.
Das gegenseitige Misstrauen der Menschen, die den neuen Staat gründen sollten, war groß. Dennoch konnte Pelt rechtzeitig eine Verfassung ausarbeiten und übergab am 24. Dezember die Staatsgewalt an König Idris. Er kehrte an den Hauptsitz der UNO zurück und war von 1952 bis zu seiner Pensionierung im Jahr 1957 Direktor des Europa-Büros der UNO in Genf.
Adriaan Pelt wurde in Libyen sehr populär, und eine Hauptstraße in Bengasi ist nach ihm benannt.